# Човник (торговець)
Човни́к, човника́р, або челнок (від рос. челнок) — в СРСР та пост-радянських країнах приватний торговець, який їздить за кордон і повертається назад, щоб продати товар, куплений за низькою ціною, за вищу ціну. Різновид перепродувача.

## Етимологія
Ця категорія підприємців була прозвана «човниками» за аналогією з пристосуванням для тканини — човником, який в процесі роботи переміщається від одного краю полотна до другого. Діяльність таких підприємців передбачає їх постійні переїзди від місця закупівель товару до місця їхнього збуту і назад.

## Опис діяльності
Закупівля товару, як правило, відбувається на великих оптових ринках у країні проживання, або в країні, де даний товар вироблений (найчастіше Китай, Польща, Туреччина). Транспортування товарів човники здійснюють самостійно, з використанням практично всіх видів транспорту (залізничний, автомобільний, водний, авіаційний). Збут в роздріб проводиться або самостійно, або через реалізаторів (продавців). Товари найчастіше є виробами легкої промисловості, посудом, побутовою технікою та іншим. Помилково вважати, що човники — це тільки дрібні торговці. У 90-х роках XX століття існували підприємці, що перевозили товар на спеціально найнятих автобусах, і мали десятки торгових точок на ринках, найчастіше гуртових.

## Човники на території колишнього СРСР
Розпад СРСР призвів до різкого погіршення економічної ситуації в колишніх соціалістичних республіках. Разом з тим у населення з'явилася можливість займатися легальним індивідуальним підприємництвом, і безперешкодно виїжджати за кордон. Збережений після розпаду СРСР дефіцит товарів широкого споживання і низький рівень життя сприяв залученню широких верств населення в масову невпорядковану торгівлю ширвжитком. Праця човника була ризикованою і нелегкою. Часто автобуси з човниками піддавалися розбійним нападам, підприємців грабували. При реалізації товарів у роздріб також відбувалися конфлікти з іншими підприємцями, злочинними елементами, перевіряючими органами. З кінця 1990-х даний сегмент ринку став перетворюватися. Поступово стало невигідно самостійно здійснювати перевезення товарів, і кількість човників почала стрімко скорочуватися. Особливу роль відіграло те, що рівень життя населення почав підвищуватися, і займатися таким ризикованим видом діяльності було готово все менше число населення. На даному етапі у великих містах ринкова торгівля набула більш впорядкований характер і човників у них залишилося мізерно мало. Але в віддаленіших регіонах цей вид бізнесу поширений і зараз.

## Цікаві факти
У липні 2009 року в Єкатеринбурзі, біля центрального входу на найбільший на Уралі речовий ринок «Таганський ряд», був відкритий пам'ятник човникам. Рішення про його встановлення було пов'язано з тим, що ця професія поступово відходить у минуле у зв'язку з розвитком великого бізнесу.